# Séméac
Séméac – miejscowość i gmina we Francji, w regionie Oksytania, w departamencie Pireneje Wysokie.
Według danych na rok 1990 gminę zamieszkiwało 4428 osób, a gęstość zaludnienia wynosiła 704 osób/km² (wśród 3020 gmin regionu Midi-Pireneje Séméac plasuje się na 67. miejscu pod względem liczby ludności, natomiast pod względem powierzchni na miejscu 1384.).